# Смерть приходит в Пемберли (мини-сериал)
Смерть приходит в Пемберли (англ. Death Comes to Pemberley) — британский мини-сериал, по мотивам одноимённого романа Филлис Джеймс. Написанный в жанре детектив, роман является продолжением романа Джейн Остин «Гордость и предубеждение». Премьера мини-сериала состоялась в конце 2013 года.

## Сюжет
Спустя шесть лет после окончания событий романа «Гордость и предубеждение» Элизабет и Дарси счастливо живут в Пемберли, воспитывая сына. Перед ежегодным балом в Пемберли царит суета. Приезжают родители Элизабет, полковник Фицуильям, мистер Генри Элвестон, поклонник Джорджианы Дарси. Радость Элизабет омрачена неприятной встречей в лесу с женщиной, которую в здешних местах принимают за призрак.
В разгар семейного ужина накануне бала в Пемберли приезжает Лидия в шоковом состоянии. Она сбивчиво рассказывает, что Уикхем убит в лесу рядом с поместьем. Дарси организовывает поиски. Вскоре находят умирающего капитана Денни и Уикхема, перепачканного кровью. Дарси вынужден обратиться к магистрату, чтобы его не обвинили в укрытии преступника. Уикхем отрицает свою вину. Расследование начинается.

## Актёрский состав
- Мэттью Риз — Фицуильям Дарси
- Анна Максвелл Мартин — Элизабет Дарси
- Дженна Коулман — Лидия Уикхэм
- Мэттью Гуд — Джордж Уикхэм
- Тревор Ив — сэр Селвин Хардкасл
- Александра Моэн — Джейн Бингли
- Ребекка Фронт — миссис Беннет
- Джеймс Флит — мистер Беннет
- Пенелопа Кит — леди Кэтрин де Бург
- Джоанна Сканлан — миссис Рейнольдс
- Том Уорд — полковник Фицуильям
- Элеонор Томлинсон — Джорджиана Дарси
- Джеймс Нортон — мистер Генри Элвестон
- Никола Берли — Луиза Бидвелл
- Филипп Мартин Браун — мистер Бидвелл
- Кевин Элдон — доктор Белчер
- Дженифер Хенесси — миссис Бидвелл
- Льюис Рейнер — Уилл Бидвелл
- Мэрайя Гэйл — миссис Йанг
- Том Кэнтон — капитан Мартин Денни
- Оливер Мэлтман — Джордж Пратт

## Съёмки
Состав был объявлен 18 июня 2013 года. Том Уорд, получивший роль полковника Фицуильяма, раньше играл в экранизации «Гордости и предубеждения» в 1995 году роль лейтенанта Чемберлена. Анна Максвелл Мартин, исполнившая роль Элизабет Дарси, в 2007 году играла Кассандру, сестру Джейн Остин в фильме Джулиана Джаррольда.
Съемки начались в июне 2013 года. Фасады и окрестности Чатсуорт-хауса в Дербишире использовались для создания внешнего вида Пемберли. Внутренние интерьеры снимали в самом Чатсуорте, а также в Касл-Ховард и Харвуд-хаусе в Йоркшире. Такие объекты Национального фонда объектов исторического интереса, как Хардкасл Крэгс (англ. Hardcastle Crags), Аббатство Фаунтин с парком Стадли Ройал (англ. Studley Royal Park) также использовались как натурные площадки в процессе съёмок. Для сцен в тюрьме была специально построена декорация.